# كاسل ولفينشتاين
كاسل ولفينشتاين (بالإنجليزية: Castle Wolfenstein)‏ ، هي لعبة فيديو من نوع أكشن وتسلل، أنتجت عام 1981م، وتعمل على أنظمة أتاري 8 بت العائلي وآبل 2 العائلي ونظام دوس وكومودور 64.

## وصلات خارجية
- كاسل ولفينشتاين على موقع IMDb (الإنجليزية)

- كاسل ولفينشتاين على موبي غيمز
- كاسل ولفينشتاين يمكن لعبها مجانا في المتصفح في أرشيف الإنترنت